# Crise política na Tunísia em 2021
A crise política tunisiana de 2021 é uma crise política em curso na Tunísia entre o governo tunisiano e o Movimento Ennahda.

## Crise
A crise começou no dia 25 de julho de 2021, quando o presidente tunisiano Kais Saied invocou a Constituição e por meio desta depôs o Primeiro-Ministro Hichem Mechichi e suspendeu as atividades do parlamento do país por um mês dizendo que iria governar em conjunto com um novo primeiro-ministro.
As decisões do presidente foram tomadas em resposta a uma série de protestos contra o Movimento Ennahda, dificuldades econômicas e aumento de casos COVID-19 na Tunísia.
O presidente do parlamento tunisiano e líder do Movimento Ennahda, Rached Ghannouchi, tentou entrar de madrugada no Parlamento porém o Exército Tunisiano, que tinha forças estacionadas no local, barrou a tentativa de Rached de adentrar no edifício para convocar uma sessão extraordinária.
Rached Ghannouchi declarou que as ações do presidente foram um atentado à democracia e convocou seus apoiadores a tomarem as ruas em oposição. Protestos ocorreram na Tunísia a favor e contra as medidas presidenciais, enquanto as Forças Armadas da Tunísia expressaram seu apoio às ações do presidente. 
Em 26 de julho, Saied também demitiu o ministro da Defesa Ibrahim Bartaji e o ministro da Justiça, Hasna Ben Slimane.  O primeiro-ministro Mechichi disse que entregará o poder a quem o presidente escolher, uma decisão que pode amenizar a crise. Saied também anunciou um toque de recolher de um mês de 26 de julho a 27 de agosto de 2021.
Na sexta-feira, 30 de julho, Yassin Ayari, um parlamentar e conhecido crítico do presidente Saied, foi preso em sua casa por seguranças que estavam à paisana. A suspensão do Parlamento pelo presidente Saied tirou a imunidade dos legisladores. Consequentemente, uma fonte do judiciário militar disse que Ayari foi preso devido a uma sentença anterior em 2018 que ele incorreu por criticar os militares. Mais tarde, no mesmo dia, Maher Zid, outro parlamentar, foi detido depois de ser sentenciado em 2018 a dois anos de prisão por insultar o falecido presidente Beji Caid Essebsi.